# Poddubnoje (Kaliningrad, Gwardeisk)
Poddubnoje (russisch Поддубное, deutsch Groß Keylau, litauisch Kailava) ist ein Ort in der russischen Oblast Kaliningrad. Er gehört zur kommunalen Selbstverwaltungseinheit Stadtkreis Gwardeisk im Rajon Gwardeisk.

## Geographische Lage
Poddubnoje liegt an der Regionalstraße 27K-028 (ex R512), neun Kilometer nördlich der Rajonstadt Gwardeisk (Tapiau). Bis 1945 war der Ort Bahnstation an der Bahnstrecke Tapiau–Labiau (russisch: Gwardeisk–Polessk) der Wehlau–Friedländer Kreisbahnen.

## Geschichte
Die von Groß Keylau erfolgte im Jahre 1273. Im Ursprung war Groß Keylau ein preußisches Dorf, das 1692 aus drei Freigütern und drei Zinsgütern bestand. Im Jahre 1874 wurde das Dorf in den neu errichteten Amtsbezirk Goldbach (heute russisch: Slawinsk) im Kreis Wehlau eingegliedert.  Zur Gemeinde Groß Keylau gehörten auch das Gut Klein Keylau sowie die Holzschlägerei Klein Keylau.
Im Jahre 1910 waren 246 Einwohner in Groß Keylau registriert. Ihre Zahl betrug 1933 noch 236 und belief sich 1939 auf 218.
In Folge des Zweiten Weltkrieges wurde Groß Keylau 1945 mit dem nördlichen Ostpreußen der Sowjetunion zugeordnet. 1947 erhielt der Ort die russische Bezeichnung „Poddubnoje“ und wurde gleichzeitig dem Dorfsowjet Slawinski selski Sowet im Rajon Gwardeisk zugeordnet. Von 2005 bis 2014 gehörte Poddubnoje zur Landgemeinde Slawinskoje selskoje posselenije und seither zum Stadtkreis Gwardeisk.

## Kirche
Mit seinen meistenteils evangelischen Einwohnern war Groß Keylau vor 1945 in das Kirchspiel der Kirche Goldbach (Ostpreußen) eingepfarrt. Es gehörte zum Kirchenkreis Wehlau (heute russisch: Snamensk) in der Kirchenprovinz Ostpreußen der Kirche der Altpreußischen Union. Heute liegt Poddubnoje im Einzugsbereich der evangelisch-lutherischen Gemeinde in Gwardeisk (Tapiau), einer Filialgemeinde der Auferstehungskirche in Kaliningrad (Königsberg) in der Propstei Kaliningrad der Evangelisch-lutherischen Kirche Europäisches Russland.